# Svarttjärnen (Söderbärke socken, Dalarna, 665826-149275)
Svarttjärnen är en sjö i Smedjebackens kommun i Dalarna och ingår i Norrströms huvudavrinningsområde.